# Lex Glaucia
Glaucia va ser una antiga llei romana establerta pel pretor Gai Servili Glàucia l'any 100 aC que concedia als cavallers (eques) el dret de jutjar els delictes de repetundis (extorsió), dret que abans tenia el senat romà.